# Arminda Malatesta
Arminda Malatesta (8 luglio 1938 – Asunción, ...) è stata una cestista paraguaiana.

## Carriera
Con il Paraguay ha disputato i Campionati del mondo del 1957 e ha vinto la medaglia d'oro ai Campionati sudamericani del 1962.